# Polityka (Arystoteles)
Polityka (stgr. Πολιτικά Politika, dosł. sprawy ustrojów państw, sprawy publiczne) – rozprawa Arystotelesa, w której wykłada w systematyczny sposób swoje poglądy na organizację państwa i ustroju politycznego. Polityka kontynuuje tematy podjęte w Etyce nikomachejskiej.
W Corpus Aristotelicum obejmuje strony od 1252a do 1343a.
W Polityce Arystoteles krytykuje przedstawiony w Państwie Platona idealny ustrój państwowy. Jak wskazuje, proponowana przez Platona wspólnota własności prowadzi do zaniedbań z powodu rozproszenia odpowiedzialności. Z kolei wspólność kobiet prowadzi do zniszczenia więzi rodzinnych, a w konsekwencji do destrukcji stosunków międzyludzkich, a nie, jak to widział Platon, do wzmocnienia ich. Arystoteles twierdzi, iż aby państwo mogło istnieć potrzebna jest różnorodność, a centralizacja i ujednolicenie jest zaprzeczeniem jego idei. Państwo powinno być bowiem wspólnotą, a nie jednolitym organizmem.
Ważnym wątkiem Polityki jest typologia ustrojów politycznych. Arystoteles wyróżnia 3 ustroje właściwe (monarchię, arystokrację i politeję) oraz 3 zwyrodniałe (tyranię, oligarchię i demokrację). Arystoteles wymienia monarchię jako najlepszy ustrój polityczny, jednak dokonuje on wyraźnego rozdzielenia na ustrój najlepszy i możliwy do realizacji. W związku z tym, uważa, że najlepszy jest ustrój oparty na stanie średnim.